# Біліктуй
Білікту́й (рос. Биликтуй) — село у складі Борзинського району Забайкальського краю, Росія. Адміністративний центр та єдиний населений пункт Біліктуйського сільського поселення.

## Населення
Населення — 295 осіб (2010; 484 у 2002).
Національний склад (станом на 2002 рік):
- росіяни — 91 %